# Hoegaarden (sörgyár)
A Hoegaarden Sörgyár (/ ˈhuːɡɑːrdən /, hollandul: [ˈɦuɣaːrdə (n)]) egy sörgyár Hoegaardenben, Belgiumban, és búza sör gyártója.

## Története
Hoegaarden belga falu a középkor óta ismert fehér söre miatt. A XIX. Században a falu tizenhárom sörfőzdével és kilenc szeszfőzdével rendelkezett. 1957-ben azonban az utolsó helyi búza sörfőzde, a Tomsin bezárta kapuit. 
Pierre Celis, aki a sörgyár mellett nőtt fel, és néha segített a sörfőzésben, tíz évvel később úgy döntött, hogy megpróbálja feleleveníteni a stílust. Széna padlásán új sörfőzdét alapított, de Kluis néven. A Celis a víz, az élesztő, a búza, a komló, a koriander és a szárított curaçaói narancshéj Laraha néven ismert hagyományos összetevőit használta. Az 1980-as években, miközben a termék iránti kereslet növekedett, Celis megvásárolta Hougardiát, az egykori limonádagyárat, hogy bővítse sörüzemét. 
Az 1985-ös tűzvész után több sörfőzde ajánlotta fel segítségét. Ezek egyike volt az ország legnagyobb sörfőzője, az Interbrew. Az Interbrew kölcsönzött pénzt más épületek vásárlására a sörgyár újjáépítésére. Idővel Celis úgy érezte, hogy a vállalat a hitelt arra használta fel, hogy nyomást gyakoroljon rá a recept megváltoztatására. Celis ehelyett úgy döntött, hogy eladja nekik a sörfőzdét, és a befolyt összegből az Egyesült Államokba költözött, ahol a texasi Austinban felállította a Celis sörfőzdét, hogy továbbra is búzasört készítsen az eredeti Hoegaarden-recept szerint. Később megvásárolta a Miller Brewing. Celis soha nem költözött teljesen Texasba, de a sörfőzdét működtető lánya és veje igen. Miller végül bezárta a sörgyárat, és eladta a berendezéseket és a márkaneveket a Michigan Brewing Company-nak.
A Texasban főzött Celis búzasört, amelyet ő az eredeti Hoegaarden-receptnek nevezett, ugyanakkor Belgiumban főzték, először Brouwerij De Smedt, majd később Brouwerij van Steenberge. Ezt a Celis White sört Belgiumban még mindig Brouwerij van Steenberge főzi, és az Egyesült Államokban a Michigan Brewing Company főzte, amely csődbe ment és eladta a nevet.
Az Interbrew 2004-ben beolvadt az AmBev-be és új társaságot alapított, az InBev-et. 2005 novemberében az InBev bejelentette a hoegaarden-i sörgyár bezárását, a többi változtatás mellett Belgiumban. A sörfőzdét 2006 végén kellett bezárni, a termelés átkerült az InBev jupille-i nagyobb sörfőzdéjébe. A bezárás a Hoegaarden helyi lakosainak tiltakozását váltotta ki, akik felidegesedtek a város legnagyobb munkáltatójának elvesztésétől. Emiatt a lépés soha nem fejeződött be. 2007. szeptember 10-én az Inbev úgy döntött, hogy Hoegaardenben tartja a termelést.

## Típusai
- Búzasör: Az először 1445-ben készült Hoegaarden, korianderrel és narancshéjjal fűszerezett búzasör. Szűretlen, sok bárban szokásosan egy szelet narancs vagy citrom mellett isszák. Alkoholtartalma 4,9%.
- Rosée: 2007-ben indult, 3% ABV. Elérhető a Benelux államokban.
- Citrom: 2008-ban indult, 3% ABV.
- Grand Cru: 1985-ben indult, 8,5% ABV.
- Julius: 8,8% szőke ale, száraz ízű, háromszoros érlelés révén alakult ki.
- Tiltott gyümölcs(Francia: Fruit Defendu. Flamand: Verboden Vrucht): 8,5% sötét ale, összetett fűszerezéssel.
- Spéciale: 1995-ben indult, 5,7% ABV.